# Śródlesie (SIMC 0491216)
Śródlesie lub też Osada Bud (niem. Jägerhaus) – osada leśna w Polsce, położona w województwie opolskim, w powiecie prudnickim, w gminie Biała.
W latach 1975–1998 miejscowość administracyjnie należała do ówczesnego województwa opolskiego.
Osada położona jest w centrum Borów Niemodlińskich. Organizowane są do niej wycieczki. Prowadzi do niej droga leśna o lokalnej nazwie Budzkeł Drōga (też Smolełrzōnka; na niemieckich mapach Pechhütter Weg), wybiegająca ze skrzyżowania z drogą wojewódzką nr 414 i drogą leśną zwaną Szczeleczōnka (do Strzeleczek). Według map Messtischblatt z 1912 i 1930, na skrzyżowaniu tychże dróg znajdował się drewniany krzyż. W Śródlesiu znajdował się hrabiowski zamek myśliwski (Neu Gebau), a od 1817 zabudowania myśliwskie rewirów leśnych: Jägerhaus I i Jägerhaus II. W 1921 w zasięgu plebiscytu na Górnym Śląsku znalazła się tylko część powiatu prudnickiego. Śródlesie znalazło się po stronie wschodniej, w obszarze objętym plebiscytem.
W opracowanej w 1971 przez Powiatowy Inspektorat Statystyczny w Prudniku Statystycznej charakterystyce miejscowości w gromadach powiatu prudnickiego, miejscowość została wymieniona pod nazwami Śródlesie i Bud. Obecnie w Śródlesiu znajduje się leśniczówka, a przy niej „głaz zmarłych myśliwych”, postawiony w 2009 z inicjatywy Koła Łowieckiego nr 2 „Bór” w Prudniku.

## Osady leśne o nazwie Śródlesie w gminie Biała
W gminie Biała istnieją dwie miejscowości podstawowe typu osada leśna o nazwie Śródlesie. Niniejszy artykuł dotyczy osady leśnej, która posiada identyfikator SIMC 0491216. Drugą z nich jest osada leśna Śródlesie, która posiada identyfikator SIMC 0491200.

## Zabytki
Zgodnie z gminną ewidencją zabytków w Śródlesiu chroniony jest:
- zespół budynków gajówki „Śródlesie”, wraz z ogrodzeniem, oddz. leśny nr 80